# Хейфорд (лунный кратер)
Кратер Хейфорд (лат. Hayford) — небольшой ударный кратер в северном полушарии обратной стороны Луны. Название присвоено в честь американского геодезиста Джона Филлмора Хейфорда (1868—1925) и утверждено Международным астрономическим союзом в 1970 г. 

## Описание кратера

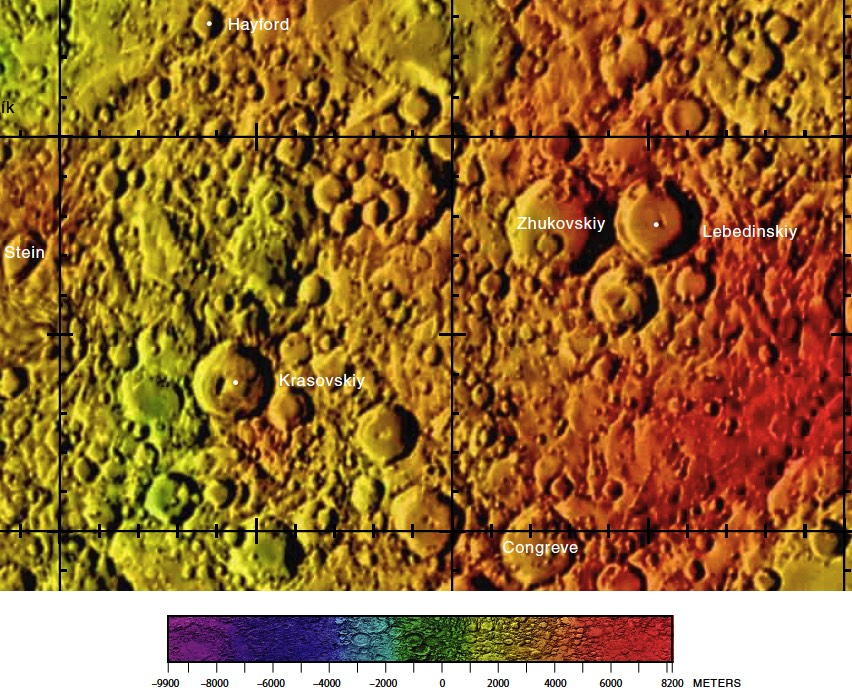
Окрестности кратера Хейфорд. Фрагмент карты обратной стороны Луны.

Ближайшими соседями кратера Хейфорд являются кратер Виртанен на западе-северо-западе; кратер Морзе на севере; кратер Жуковский на востоке-юго-востоке; кратер Красовский на юге; кратер Стейн на юго-западе и кратер Шафарик на западе-юго-западе. Селенографические координаты центра кратера 12°41′ с. ш. 176°27′ з. д. / 12,68° с. ш. 176,45° з. д., диаметр 28.2 км, глубина 2 км.
Кратер Хейфорд имеет циркулярную форму c небольшими выступами в южной и западной части. Вал четко очерчен, внутренний склон гладкий, с высоким альбедо, в западной и северо-западной части внутреннего склона имеется широкий уступ. Высота вала над окружающей местностью достигает 880 м, объем кратера составляет приблизительно 480 км³. Дно чаши кратера пересеченное, за исключением небольшой ровной области в северо-восточной части. Небольшой вытянутый центральный пик несколько смещен к северо-западу от центра чаши. По морфологическим признакам кратер относится к типу TRI (по названию типичного представителя этого класса — кратера Триснеккер). 

## Сателлитные кратеры

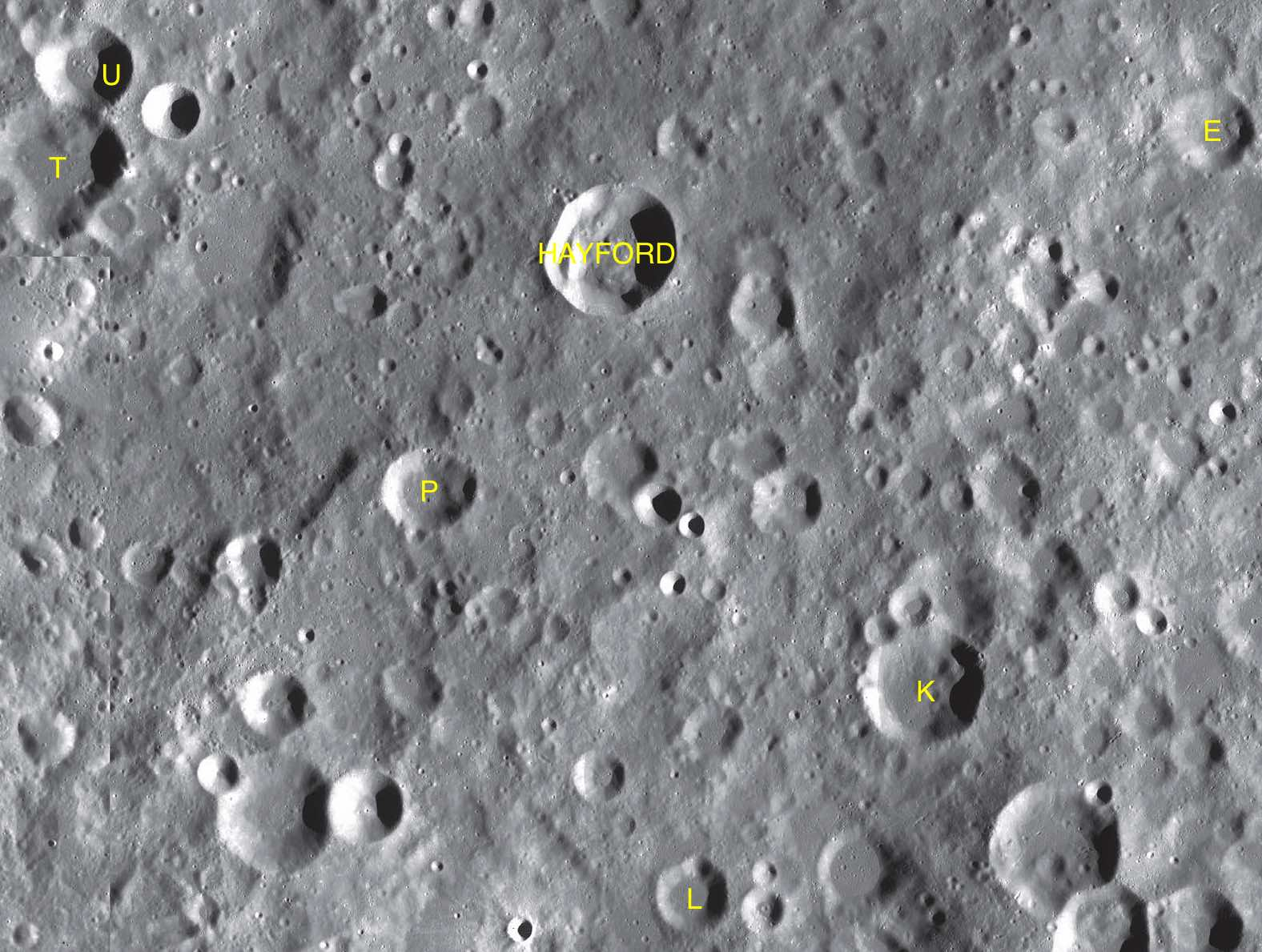
Фрагмент карты LAC-68.

| Хейфорд | Координаты                                              | Диаметр, км |
| ------- | ------------------------------------------------------- | ----------- |
| E       | 13°31′ с. ш. 172°11′ з. д. / 13,51° с. ш. 172,18° з. д. | 17,5        |
| K       | 9°38′ с. ш. 174°13′ з. д. / 9,63° с. ш. 174,22° з. д.   | 26,1        |
| L       | 8°10′ с. ш. 175°51′ з. д. / 8,16° с. ш. 175,85° з. д.   | 15,7        |
| P       | 11°01′ с. ш. 177°44′ з. д. / 11,01° с. ш. 177,74° з. д. | 20,9        |
| T       | 13°19′ с. ш. 179°37′ з. д. / 13,32° с. ш. 179,62° з. д. | 30,2        |
| U       | 13°57′ с. ш. 179°49′ з. д. / 13,95° с. ш. 179,81° з. д. | 20,5        |